# 另类舞曲
另类舞曲（英語：Alternative dance）或独立舞曲（Indie dance），在美国也被称为地下舞曲（Underground dance），是一种将各种摇滚风格与电子舞曲相混合的音乐风格。曾经主要流行于英国，但通过20世纪80年代的新秩序乐队（New Order）和20世纪90年代的超凡乐团乐队的音乐创作，另类舞曲已被美国乃至全世界所接受。

## 风格
Allmusic网站称另类舞曲在“另类摇滚和独立摇滚的歌曲结构中加入了電子音樂节拍、合成器、音乐采样和舞厅里的后迪斯科舞曲”。《The Sacramento Bee》报纸将其称为“后现代—欧洲合成—电子流行—新浪潮的混合”。文化历史学家Piero Scaruffi认为电子音乐最早出现于比利时，后来在加拿大，1980年至1984年之间奠定了盛行于90年代的另类舞曲的基础。
另类舞曲的灵感主要来源于舞厅文化，同时结合其他风格音乐，如合成流行乐，acid house，和trip hop。另类舞曲的表演者所创造的音乐有着显著的风格、质地、或特定音乐元素的融合。他们通常与小唱片公司签约。

## 二十世纪的概念
大多数另类舞曲艺术家是英国人，“因为英国舞厅和地下音乐文化中rave风格的盛行”。New Order因为在1982-93年之间所制作的音乐而被Allmusic网站视为另类舞曲风格的第一乐队，这些音乐结合了后朋克与德国乐队Kraftwerk的的电子合成流行乐风格。另类舞曲对英国80年代后期的Madchester风格（来源于曼彻斯特，New Order的家乡城市）和90年代的trip hop和rave风格有着巨大的影响。位于曼彻斯特由New Order和Factory Records唱片公司创建的The Haçienda舞厅，成为了80年代英国另类舞曲的中心。
90年代的英国还有两个突出的例子是The Prodigy和The Chemical Brothers  ，而在美国，芝加哥的Liquid Soud和旧金山的Dubtribe则颠覆了另类舞曲原先“以单曲为主导、没有著名而悠久的乐队的形象”。在美国，另类舞曲很少会在电台里播放，大多数创新的作品还维持其地下的状态，或还需进口。超凡乐团的第三张录音室专辑《天地精华》是第一张另类舞曲畅销专辑，1997年在25个国家（包括美国）销量第一。

## 二十一世纪的发展
随着二十一世纪初计算机技术和音乐软件的普及和进步，乐队开始放弃传统的录音室专辑制作方法。高品质的音乐往往通过一台笔记本电脑就能创造出来。这种进步导致自制的电子音乐数量有所增加，包括另类舞曲，可通过互联网下载。据BBC电台1的DJ Annie Mac称，新千年的这种现象的一部分是“社区感觉”；她指出，“网站，博客和MySpace让人们越来越多地讨论唱片，互相推荐唱片。这不像以前的舞厅，将要流行什么都由DJ决定。口碑在现在是非常重要的。”
二十一世纪初，“Electroclash”被用来形容像Fischerspooner和電子淑女（Ladytron）一样混合新浪潮与电子音乐的艺术家。2001年和2002年纽约举行了Electroclash节，随后2003年和2004年在美国和欧洲各地还举行了巡演。在2000年代中期，英国音乐杂志《新音乐快递》通俗化了“New Rave”（“New Wave”和“Rave”），来形容类似Klaxons等乐队，这些乐队的摇滚审美观包括90年代的rave风格的道具如荧光棒和霓虹灯。